# Два прокурори
«Два прокурори» (англ. Two Prosecutors) — російськомовний драматичний кінофільм 2025 року, зрежисований і написаний українським режисером Сергієм Лозницею та створений у копродукції з 6 європейськими країнами. Екранізація однойменного роману харківського фізика, в'язня ГУЛАГу Георгія Демидова.
Серед акторського ансамблю фільму — російські виконавці, які емігрували з РФ після початку повномасштабного вторгнення в Україну: Олександр Кузнєцов, Анатолій Білий, Олександр Філіппенко тощо. Прем'єра «Двох прокурорів» відбулась 14 травня 2025 року, в основній конкурсній програмі 78-го Каннського кінофестивалю, де фільм був вкрай високо оцінений кінокритикою.

## Сюжет
1937 рік, УРСР. Випускник юридичного факультету Олександр Корнєв — ідеаліст, готовий боротись за виконання радянського закону, проте під час першого ж робочого завдання він дізнається про жахливу реальність сталінізму, натрапивши на лист похилого в'язня Степняка, написаний кров'ю на картоні, з криком про допомогу.
Намагаючись допомогти несправедливо ув'язненому чоловікові, Корнєв відправляється в Москву, на особистий прийом до генерального прокурора СРСР Андрія Вишинського…

## У ролях
- Олександр Кузнєцов — Олександр Корнєв
- Анатолій Білий — Андрій Вишинський, генеральний прокурор СРСР
- Олександр Філіппенко — Степняк / одноногий

## Створення
Про початок роботи над своїм першим ігровим фільмом з 2018 року Сергій Лозниця оголосив у травні 2024 року. «Два прокурори» — перший фільм у майбутній трилогії екранізацій творів в'язня ГУЛАГу Георгія Демидова про «механізм терору, започаткований Сталіним». Режисер казав:
|  | «Два прокурори» – це фактично продовження «Процесу». Це спроба показати, чому шановані люди, члени Промислової партії, що нібито існувала, говорили неправду, але так переконливо, що острах бере, обмовляючи себе на процесі Промпартії. Ігровий фільм виростає з документального фільму. |

Лозниця писав сценарій, намагаючись максимально близько до тексту адаптувати першоджерело, додаючи до нього ширші філософські та культурні контексти. «Тіні Гоголя та Кафки постійно нависали наді мною та історією» — казав режисер.
Знімальний процес пройшов у жовтні 2024 року у Ризі, в колишній в'язниці, побудованій у 1905 році. За візуальне рішення фільму відповідав провідний оператор румунської нової хвилі Олег Муту, який зробив камеру у кадрі статичною, а палітру кольорів — навмисно ненасиченою, позбавленою будь-якої яскравості.
Фільм створювався у копродукції з 6 європейськими країнами (Латвія, Франція, Нідерланди, Німеччина, Румунія, Литва). Дизайн костюмів розробила польська костюмерка французького походження Дорота Рокепло, яка шила деякий одяг з вінтажної тканини 1930-х років.

## Сприйняття
«Два прокурори» здобули вкрай високі оцінки після показу в Каннах: вердикт преси — 3.1 бал із 4, найвища оцінка серед конкурсних фільмів фестивалю. Критик газети The Guardian Пітер Бредшоу поставив фільму найвищу оцінку з можливих у системі оцінювання газети — 5 зірок, порівнявши його з «Записками з Мертвого будинку» Федора Достоєвського та «Замком» Франца Кафки: «Цей кардинально жорсткий і захоплюючий фільм випромінює крижаний страх і виправдану параною. … Вкрай тривожна притча про підступні мікропроцеси тиранії».
Сам Сергій Лозниця так казав про свій фільм і його паралелі з сучасною путінською Росією: «Кров холоне в жилах від того, наскільки ця історія перегукується з сучасністю. Таке відчуття, що ми повернулись у часи перед Другою світовою війною, ніби жодних уроків не було вивчено з подій, що стались 80-90 років тому. … На жаль, тема сталінського терору залишатиметься актуальною, допоки у світі існуватимуть тоталітарні режими».